# Ellen Helinder
Ellen Maria Helinder, född 15 maj 1991 i Karlstad, är en svensk skådespelare och filmare. 
I tonåren var Helinder aktiv inom Värmlandsteatern i Karlstad.
Hon debuterade 2016 i tv-serien Gåsmamman där hon gjorde rollen som "Sheila". Åren 2019-2023 spelade hon "Magdalena" i NRK:s tv-serie Exit, vilken är Norges mest streamade tv-serie genom tiderna. Samma år som Exit släpptes spelade hon huvudrollen "Madde" i filmen Lantisar, som vann pris som bästa nordiska spelfilm vid Västerås filmfestival.  Helinder har också medverkat i TV-serien Sommaren med släkten och långfilmen Beck – Den osynlige mannen.
2019 gjorde hon en dokumentärfilm om sin äldre bror och hans funktionsvariation samt vad den innebär i en familj och i ett samhällsperspektiv, Min lilla storebror. Filmen premiärvisades på TV 4 våren 2020.

## Filmografi

### TV-serier
- 2016 – Gåsmamman
- 2019–2023 – Exit
- 2020 – Åreakuten
- 2020 – Sommaren med släkten
- 2023 – Leif & Billy
- 2024 – Veronika
- 2026 – Jo Nesbøs Detective Hole

### Film
- 2018 – Finding Alice
- 2019 – Sömngångaren
- 2019 – Lantisar
- 2021 – Debuten
- 2025 – Beck – Den osynlige mannen